# (10734) Wieck
(10734) Wieck est un astéroïde de la ceinture principale.

## Description
(10734) Wieck est un astéroïde de la ceinture principale. Il fut découvert le 13 février 1988 à La Silla par Eric Walter Elst. Il présente une orbite caractérisée par un demi-grand axe de 3,02 UA, une excentricité de 0,05 et une inclinaison de 9,4° par rapport à l'écliptique.

## Compléments